# Jonah Hill
 (septembre 2016).
Si vous disposez d'ouvrages ou d'articles de référence ou si vous connaissez des sites web de qualité traitant du thème abordé ici, merci de compléter l'article en donnant les références utiles à sa vérifiabilité et en les liant à la section « Notes et références ».
Pour les articles homonymes, voir Feldstein.
Jonah Hill Feldstein, plus connu sous le nom de Jonah Hill, est un acteur, producteur, réalisateur et scénariste américain, né le 20 décembre 1983 à Los Angeles.
Ayant commencé sa carrière d'acteur grâce à Dustin Hoffman, dont les enfants sont ses amis, ce n'est qu'en devenant un des collaborateurs fidèles de Judd Apatow qu'il se fait connaître du public, notamment dans En cloque, mode d'emploi, SuperGrave, Sans Sarah, rien ne va !, Funny People et American Trip.

## Biographie

### Jeunesse
Originaire de Los Angeles, en Californie, Jonah est scolarisé au Brentwood School, puis au Crossroads School, à Santa Monica. Sa mère, Sharon Lyn est styliste, et son père a travaillé comme comptable pour le groupe de hard rock Guns N' Roses.
Après ses études secondaires, il quitte la Californie pour étudier l'art dramatique à l'école The New School. Son frère, Jordan, était le manager du groupe Maroon 5 et de Robin Thicke, il est décédé en décembre 2017 d'une embolie pulmonaire. Il a aussi une petite sœur actrice née en 1993, Beanie Feldstein.
À l'université, il a commencé à écrire ses propres pièces et à jouer dans Black and White dans un bar d'East Village, quartier de New York. Ses pièces se développent et l'aident à se rendre compte que son véritable désir était de faire des films.

### Débuts d'acteur (2004-2006)

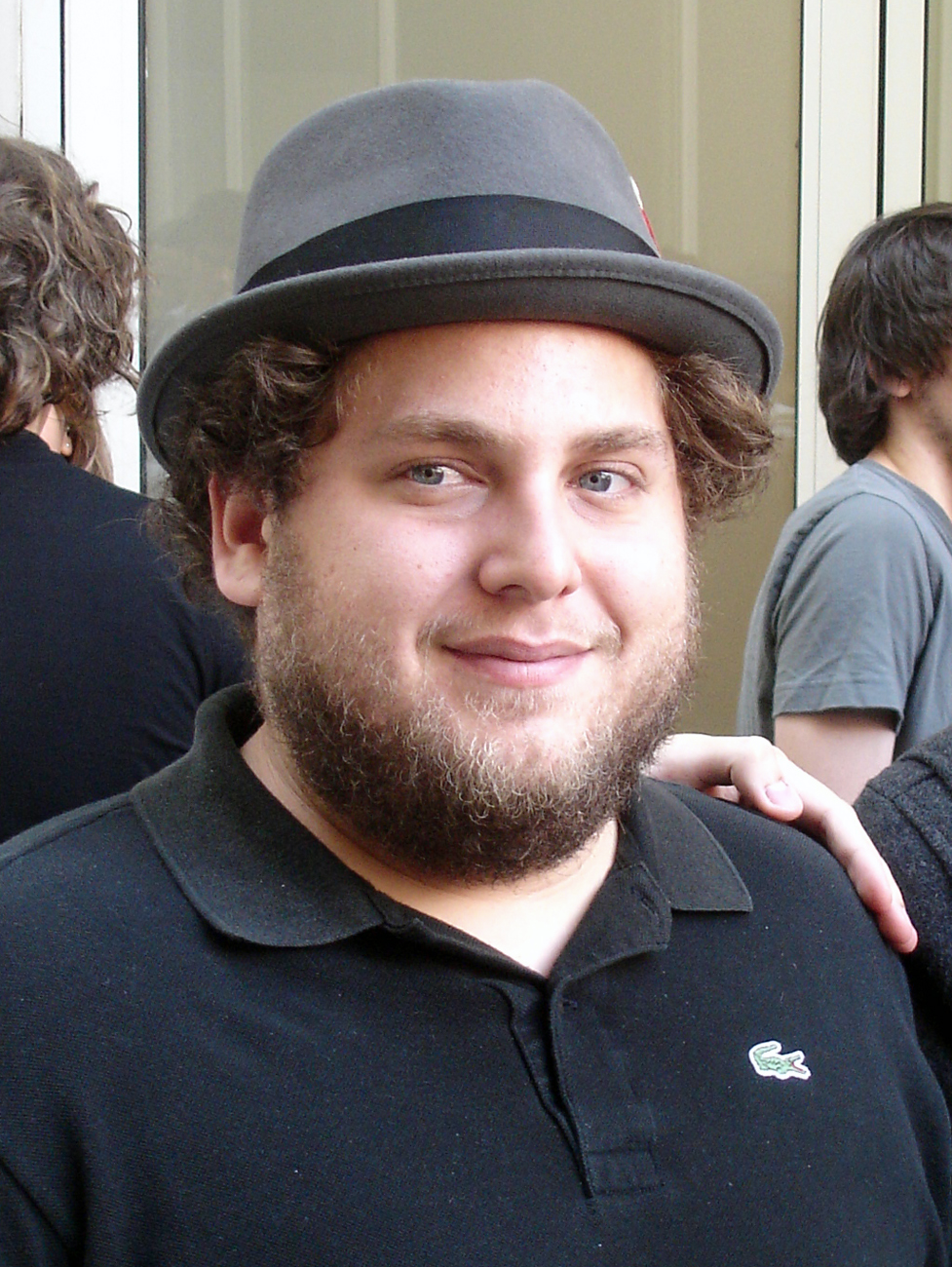
En octobre 2007.

Sa carrière cinématographique débute en 2004. Ami de Rebecca et Jake Hoffman, enfants de Dustin Hoffman, le comédien, séduit par le talent du jeune homme, l'aide à passer une audition dans un petit rôle dans J'adore Huckabees, où Dustin Hoffman a un des rôles principaux. La même année, il fait une apparition dans la série policière primée New York Police Blues.
L'année suivante, après avoir tourné dans un court-métrage réalisé par Jake Hoffman (Pancho's Pizza), son agent lui fait rencontrer Judd Apatow, avec qui Jonah se lie d'amitié.
Apatow lui confie un petit rôle dans son premier long-métrage comme réalisateur, la comédie à succès 40 ans, toujours puceau, où il est le client d'eBay qui veut acheter des chaussures. Il joue ensuite le colocataire de Seth Rogen, Jason Segel et Martin Starr dans la comédie romantique En cloque, mode d'emploi.
Mais c'est l'année suivante qu'il est propulsée tête d'affiche d'un projet du scénariste-producteur Apatow.

### Révélation comique (2007-2010)

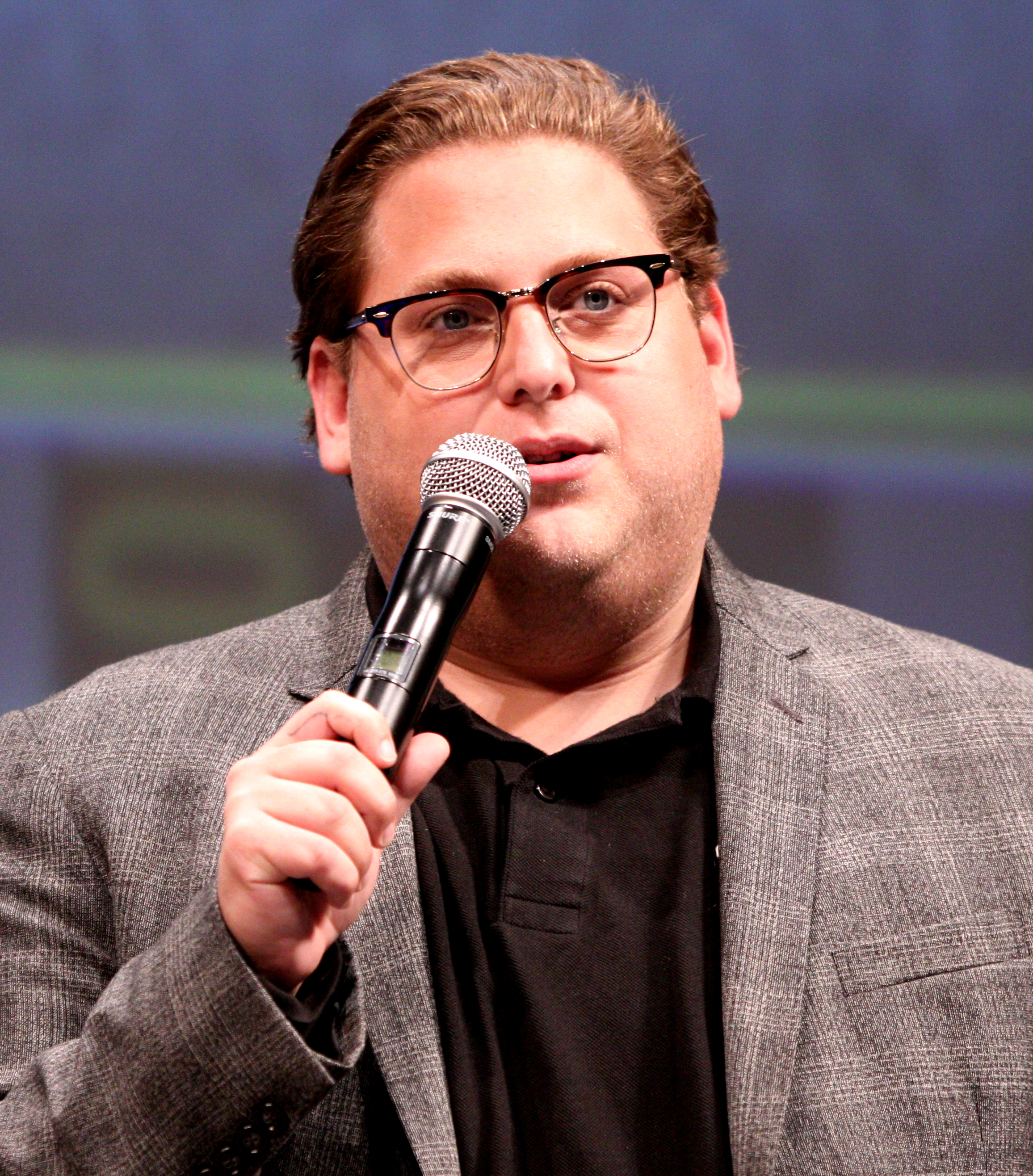
L'acteur au San Diego Comic-Con 2010, pour la promotion de Megamind.

Il est révélé par l'immense succès critique et public de la comédie générationnelle SuperGrave, produite par Apatow et écrite par Seth Rogen. Il y a pour partenaires Michael Cera et Christopher Mintz-Plasse.
Restant fidèle au producteur, réalisateur et scénariste, il participe à plusieurs de ses productions comme Sans Sarah, rien ne va !, où il est un serveur qui idolâtre une rock star et Funny People, où il est l'ami de Seth Rogen.
Mais sa carrière ne se résume pas qu'à sa collaboration avec Judd Apatow : il participe à d'autres comédies portées par des stars du genre : Evan tout-puissant, avec Steve Carrell, Admis à tout prix, avec Justin Long, Le Garçon à mamie, avec Linda Cardellini, puis les grosses productions Click : télécommandez votre vie, avec Adam Sandler, et La Nuit au musée 2, avec Ben Stiller.
Il est également producteur associé de la satire Brüno, avec Sacha Baron Cohen dans le rôle-titre, participe à quelques séries télévisées et prête sa voix à des personnages de films et séries d'animation comme Les Simpson, Horton, Megamind et Dragons.
La décennie suivante va lui permettre de s'imposer dans un registre dramatique, avec plusieurs succès critiques et commerciaux.

### Confirmation critique et commerciale (2010-2013)

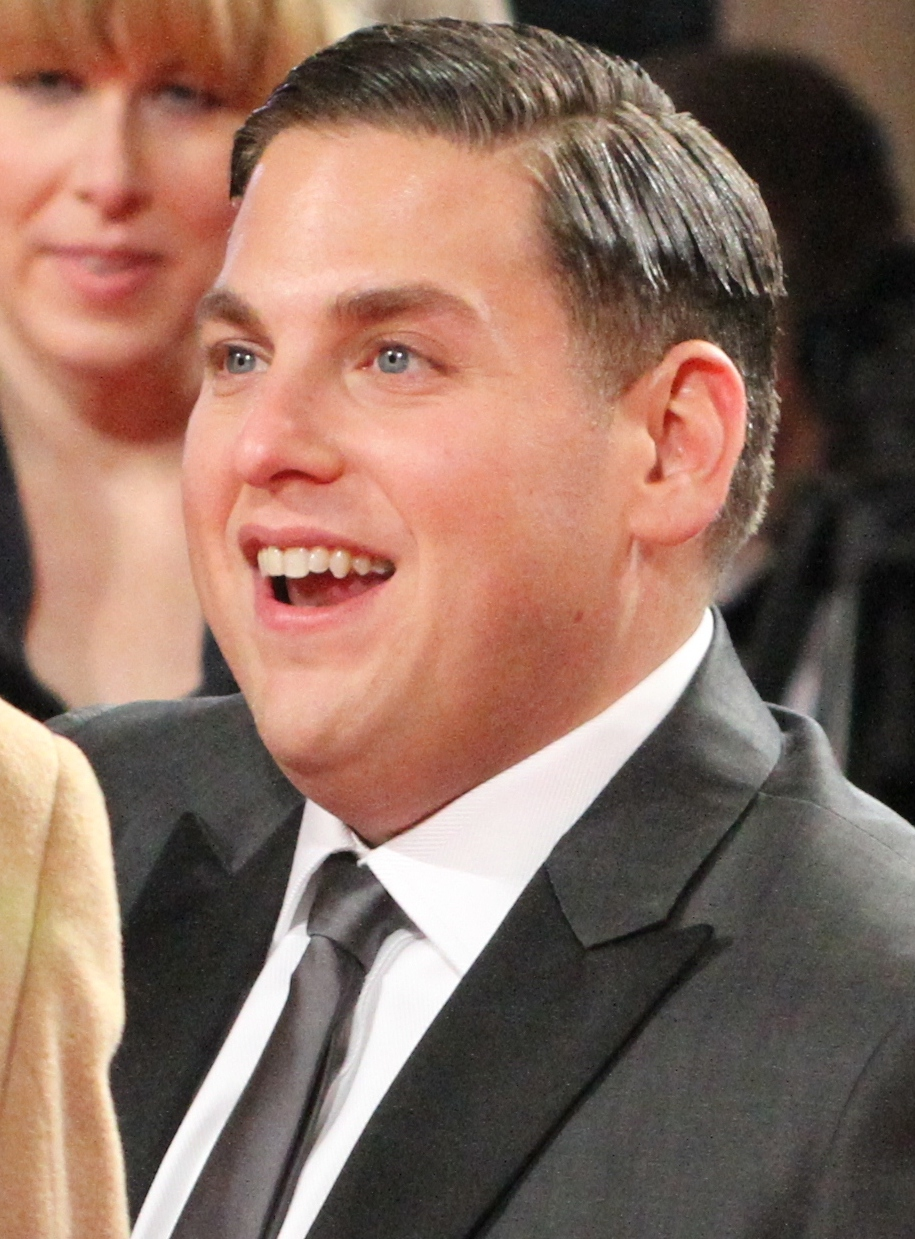
L'acteur aux BAFTAS 2012, où il est nommé pour Le Stratège.

En 2010, il élargit sa palette d'acteur en tournant un rôle plus sérieux dans la comédie dramatique indépendante Cyrus, où il incarne le rôle-titre, qui ne veut pas partager sa mère (Marisa Tomei) avec le petit-ami de cette dernière (John C. Reilly).
Mais c'est l'année suivante, qu'il surprend un plus large public, en secondant la star Brad Pitt pour le drame sportif Le Stratège. Sa performance lui vaut plusieurs nominations à des cérémonies de récompense prestigieuses : les Golden Globe, les BAFTA et les Oscar.
En 2012, il est la co-vedette (et également co-scénariste) de la comédie populaire 21 Jump Street avec Channing Tatum. Le film, réalisé par de Phil Lord et Chris Miller, est un succès critique et commercial surprise.
Enfin, en 2013, il donne la réplique à la star Leonardo DiCaprio dans la satire de Martin Scorsese, Le Loup de Wall Street, pour lequel il reçoit sa seconde nomination aux Oscars, toujours dans la catégorie meilleur acteur dans un second rôle.
La même année, il reforme avec Channing Tatum son tandem de flics sous couverture pour 22 Jump Street, toujours sous la direction de Phil Lord et Chris Miller. Puis il fait partie du casting réuni par Seth Rogen et Evan Goldberg pour la comédie fantastique C'est la fin.

### Virage dramatique et réalisation (depuis 2013)

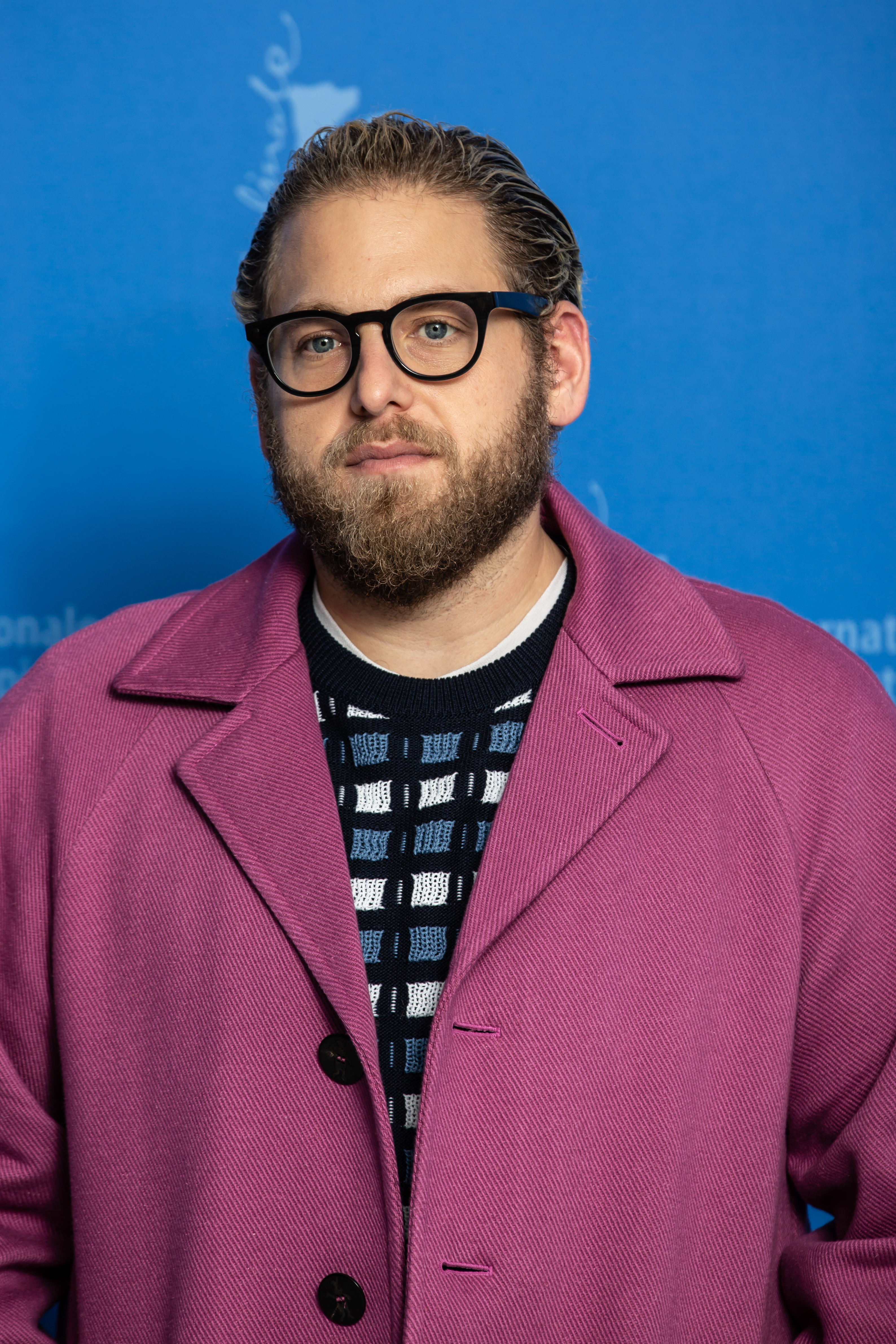
L'acteur à la Berlinale 2019, pour la présentation de son premier film comme réalisateur, 90's.

Il continue à collaborer avec des cinéastes renommés, mais accepte aussi des projets de films indépendants.
En 2015, il porte le thriller indépendant True Story, où il retrouve James Franco. L'acteur y incarne le journaliste Michael Finkel.
L'année 2016 le voit participer à la satire Ave, César !, réalisée par Joel et Ethan Coen, menée par Channing Tatum et Scarlett Johansson. Mais revient aussi au buddy movie, dans un registre cette fois dramatique et violent, pour le thriller War Dogs, réalisé par Todd Phillips, où l'acteur est associé à une autre valeur montante du cinéma américain, Miles Teller.
Dans le cadre de la promotion du film War Dogs, il participe à l'émission Le Grand Journal de Canal+. S'estimant insulté par un sketch de la présentatrice météo Ornella Fleury qu'il qualifie - selon la traduction polie - de "journaliste locale", l'acteur deux fois nommé aux Oscars annule toute sa campagne de promotion du film.
Deux ans plus tard, il joue dans la comédie dramatique indépendante Don't Worry, He Won't Get Far on Foot, réalisée par Gus Van Sant, où il a pour partenaire Joaquin Phoenix. Puis il seconde Matthew McConaughey pour la satire néo-noire The Beach Bum, écrite et réalisée par Harmony Korine.
L'année suivante, il dévoile son premier film comme réalisateur, le film indépendant semi-autobiographique 90's.

## Filmographie

### Acteur

#### Cinéma
- 2004 : J'adore Huckabees (I love Huckabees), de David O. Russell : Bret
- 2005 : Pancho's Pizza, court-métrage de Jake Hoffman
- 2005 : 40 ans, toujours puceau (The 40 Year Old Virgin), de Judd Apatow : le client d'eBay
- 2006 : Clark and Michael (vidéo), de Michael Cera, Clark Duke et Max Winkler : Derek
- 2006 : Le Garçon à mamie (Grandma's Boy), de Nicholaus Goossen : Barry
- 2006 : Click : Télécommandez votre vie (Click) de Frank Coraci : Ben Newman à 17 ans
- 2006 : Admis à tout prix (Accepted) de Steve Pink : Sherman Schrader
- 2006 : Une star dans ma vie (10 Items or Less) de Brad Silberling : Packy
- 2007 : Rocket Science de Jeffrey Blitz : Junior Philosopher, Lionel
- 2007 : Just Add Water de Hart Bochner : Eddie
- 2007 : En cloque, mode d'emploi (Knocked Up) de Judd Apatow : Jonah
- 2007 : Evan tout-puissant (Evan Almighty) de Tom Shadyac : Eugene
- 2007 : SuperGrave (Superbad) de Greg Mottola : Seth
- 2007 : Walk Hard - L'histoire de Dewey Cox (Walk Hard: The Dewey Cox Story) de Jake Kasdan : Older Nate
- 2008 : Strange Wilderness de Fred Wolf : Cooker
- 2008 : Sans Sarah, rien ne va ! (Forgetting Sarah Marshall) de Nicholas Stoller : Matthew
- 2009 : La Nuit au musée 2 (Night at the Museum : Battle of a Smithsonian) de Shawn Levy : Brandon
- 2009 : Funny People de Judd Apatow : Leo
- 2010 : Mytho-Man - The Invention of Lying (The Invention of Lying) de Ricky Gervais et Matthew Robinson : Frank
- 2010 : Cyrus de Jay Duplass et Mark Duplass : Cyrus
- 2010 : American Trip (Get Him to the Greek) de Nicholas Stoller : Aaron Green
- 2011 : Le Stratège (Moneyball) de Bennett Miller : Peter Brand
- 2011 : Baby-sitter malgré lui (The Sitter) de David Gordon Green : Noah Griffith
- 2012 : 21 Jump Street de Phil Lord et Chris Miller : Morton Schmidt
- 2012 : Voisins du troisième type (The Watch) d'Akiva Schaffer : Franklin
- 2012 : Django Unchained de Quentin Tarantino : l'un des hommes avec des sacs sur la tête
- 2013 : C'est la fin (This Is the End) de Seth Rogen et Evan Goldberg : lui-même
- 2013 : Le Loup de Wall Street (The Wolf of Wall Street) de Martin Scorsese : Donnie Azoff
- 2014 : 22 Jump Street de Phil Lord et Chris Miller : Morton Schmidt
- 2015 : True Story de Rupert Goold : Michael Finkel
- 2016 : Ave, César ! (Hail, Caesar!) de Joel et Ethan Coen : Joseph Silverman
- 2016 : War Dogs de Todd Phillips : Efraim Diveroli
- 2018 : Don't Worry, He Won't Get Far on Foot de Gus Van Sant : Donnie
- 2018 : The Beach Bum de Harmony Korine : Lewis
- 2021 : Don't Look Up : Déni cosmique (Don't Look Up) d'Adam McKay : Jason Orlean
- 2023 : You People de Kenya Barris (en) : Ezra Cohen

#### Télévision
- 2004 : New York Police Blues (NYPD Blue) (série télévisée) : Clerk (1 épisode)
- 2006 : Campus Ladies (série télévisée) : Guy (7 épisodes)
- 2007 : Human Giant (série télévisée) : Weenie King Customer (1 épisode)
- 2007 : Wainy Days (série télévisée) : Neil (2 épisodes)
- 2009 : Reno 911, n'appelez pas ! (série télévisée) : Daniel Shaheen (1 épisode)
- 2018 : Maniac (série télévisée) : Owen Milgrim

#### Animation
- 2008 : Horton (Dr Seuss' Horton Hears a Who!) de Jimmy Hayward et Steve Martino : Tommy
- 2009 : Les Simpson (The Simpsons) - épisode Farces et agapes, de Chuck Sheetz (série télévisée) : Andy Hamilton
- 2010 : Megamind (MegaMind) de Tom McGrath : Hal Stewart / Titan
- 2010 : Dragons (How To Train Your Dragon) de Dean DeBlois et Chris Sanders : Snotlout
- 2011 : Allen Gregory (série télévisée d'animation) : Allen Gregory DeLongpre (saison 1)
- 2014 : Dragons 2 (How To Train Your Dragon 2) de Dean DeBlois : Snotlout
- 2014 : La Grande Aventure Lego (The Lego Movie) de Phil Lord et Chris Miller : Hal Jordan / Green Lantern
- 2016 : Sausage Party : Carl
- 2017 : Lego Batman, le film (The Lego Batman Movie) de Chris McKay : Hal Jordan / Green Lantern
- 2019 : La Grande Aventure Lego 2 (The Lego Movie 2: The Second Part) de Mike Mitchell et Trisha Gum : Hal Jordan / Green Lantern
- 2019 : Dragons 3 : Le Monde caché (How to Train Your Dragon: The Hidden World) de Dean DeBlois : Snotlout

### Réalisateur
- 2018 : 90's (Mid90s)
- 2022 : La méthode Stutz : un bonheur à construire (documentaire)
- 2025 : Outcome (en)
- 2026 : Cut Off[3]

### Scénariste
- 2018 : 90's (Mid90s) de lui-même
- 2023 : You People de Kenya Barris (en)
- 2025 : Outcome de lui-même

### Producteur
Cinéma
- 2019 : Good Boys de Gene Stupnitsky
- 2019 : Le Cas Richard Jewell (Richard Jewell) de Clint Eastwood
- 2023 : You People de Kenya Barris (en)
- 2023 : Y2K de Kyle Mooney

Télévision
- 2025 : Surcompensation (Overcompensating)

## Distinctions

### Récompenses
- 10e cérémonie des Teen Choice Awards 2008 : Meilleure alchimie partagé avec Michael Cera et Christopher Mintz-Plasse dans une comédie pour SuperGrave (Superbad) (2007)
- Israel Film Festival 2012 : Lauréat du Prix pour l'ensemble de sa carrière.
- 9e cérémonie des St. Louis Film Critics Association Awards 2012 : Lauréat du Prix Spécial du Mérite de la meilleure scène, technique cinématographique ou autre moment mémorable dans un drame biographique pour Django Unchained (2012).
- 2013 : MTV Movie Awards de la meilleure performance comique dans un drame biographique pour The Wolf of Wall Street (2013).
- Festival international du film de Palm Springs 2014 : Lauréat du Prix Creative Impact in Acting du meilleur acteur dans un drame biographique pour The Wolf of Wall Street (2013) et dans un drame biographique pour Moneyball (2011).
- 16e cérémonie des Teen Choice Awards 2014 : Meilleure crise de colère dans une comédie d'action pour 22 Jump Street (2014).
- 2014 : MTV Movie Awards de la meilleure relation amicale partagé avec Channing Tatum.
- CinemaCon 2018 : Lauréat du Prix Vanguard.
- 2019 : Art Film Festival du meilleur réalisateur pour 90's (Mid90s) (2018).

### Nominations
- 9e cérémonie des Teen Choice Awards 2007 : Meilleur cri dans une comédie pour Admis à tout prix (Accepted) (2006).
- 10e cérémonie des Teen Choice Awards 2008 : Meilleur acteur dans une comédie pour SuperGrave (Superbad) (2007).
- 2008 : MTV Movie Awards de la meilleure performance comique dans une comédie pour SuperGrave (Superbad) (2007).
- 2008 : MTV Movie Awards de la meilleure révélation masculine dans une comédie pour SuperGrave (Superbad) (2007).
- 12e cérémonie des Teen Choice Awards 2010 : Meilleur acteur dans une comédie musicale pour American Trip (Get Him to the Greek) (2010).
- 12e cérémonie des Teen Choice Awards 2010 : Meilleur combat dans une comédie musicale pour American Trip (Get Him to the Greek) (2010) partagé avec Russell Brand et Sean 'Diddy' Combs.
- 12e cérémonie des Teen Choice Awards 2010 : Meilleur baiser dans une comédie musicale pour American Trip (Get Him to the Greek) (2010) partagé avec Russell Brand.
- 2011 : Awards Circuit Community Awards du meilleur acteur dans un second rôle dans un drame biographique pour Moneyball (2011).
- 2011 : Golden Schmoes Awards du meilleur acteur de l'année dans un second rôle dans un drame biographique pour Moneyball (2011).
- 12e cérémonie des Phoenix Film Critics Society Awards 2011 : Meilleur acteur dans un second rôle dans un drame biographique pour Le Stratège (2011).
- 16e cérémonie des Satellite Awards 2011 : Meilleur acteur dans un second rôle dans un drame biographique pour Le Stratège (2011).
- 8e cérémonie des St. Louis Film Critics Association Awards 2011 : Meilleur acteur dans un second rôle dans un drame biographique pour Le Stratège (2011).
- 65e cérémonie des British Academy Film Awards 2012 : Meilleur acteur dans un second rôle dans un drame biographique pour Le Stratège (2011).
- 69e cérémonie des Golden Globes 2012 : Meilleur acteur dans un second rôle dans un drame biographique pour Le Stratège (2011).
- 2012 : Iowa Film Critics Awards du meilleur acteur dans un second rôle dans un drame biographique pour Moneyball (2011).
- 2012 : MTV Movie Awards de la meilleure performance comique dans un film d'action pour 21 Jump Street (2012).
- 2012 : MTV Movie Awards de la meilleure performance torse nu partagé avec Rob Riggle dans un film d'action pour 21 Jump Street (2012).
- 2012 : MTV Movie Awards du meilleur combat partagé avec Channing Tatum dans un film d'action pour 21 Jump Street (2012).
- 17e cérémonie des San Diego Film Critics Society Awards 2012 : Meilleure distribution dans un drame pour Django Unchained (2012) partagé avec Leonardo DiCaprio, Samuel L. Jackson, Christoph Waltz, Jamie Foxx, Kerry Washington, Zoë Bell, James Remar, Don Johnson, Walton Goggins et Bruce Dern.
- 84e cérémonie des Oscars 2012 : Meilleur acteur dans un second rôle dans un drame biographique pour Le Stratège (2011).
- 18e cérémonie des Screen Actors Guild Awards 2012 : Meilleur acteur dans un second rôle dans un drame biographique pour Le Stratège (2011).
- 14e cérémonie des Teen Choice Awards 2012 : Meilleure alchimie partagé avec Channing Tatum dans une comédie d'action pour 21 Jump Street (2012).
- 14e cérémonie des Teen Choice Awards 2012 : Meilleur pétage de plomb partagé avec Channing Tatum dans une comédie d'action pour 21 Jump Street (2012).
- 14e cérémonie des Teen Choice Awards 2012 : Meilleur combat partagé avec Channing Tatum dans une comédie d'action pour 21 Jump Street (2012).
- 14e cérémonie des Teen Choice Awards 2012 : Meilleur acteur dans une comédie d'action pour 21 Jump Street (2012).
- 2013 : Awards Circuit Community Awards du meilleur acteur dans un second rôle dans un drame biographique pour Le Loup de Wall Street (2013).
- 2013 : Cinema Bloggers Awards du meilleur acteur dans un second rôle dans un drame biographique pour Le Stratège (2011).
- 19e cérémonie des Dallas-Fort Worth Film Critics Association Awards 2013 : Meilleur acteur dans un second rôle dans un drame biographique pour Le Loup de Wall Street (2013).
- 2e cérémonie des Georgia Film Critics Association Awards 2013 : Meilleur scénario adaptée dans une comédie d'action pour 21 Jump Street (2012).
- 2013 : Golden Schmoes Awards du meilleur acteur de l'année dans un second rôle dans un drame biographique pour Le Loup de Wall Street (2013).
- 47e cérémonie des National Society of Film Critics Awards 2013 : Meilleur duo partagé avec Channing Tatum dans un film d'action pour 21 Jump Street (2012).
- 2013 : Village Voice Film Poll du meilleur acteur dans un second rôle dans un drame biographique pour Le Loup de Wall Street (2013).
- 2014 : American Comedy Awards du meilleur acteur comique dans un second rôle dans une comédie pour C'est la fin (This Is the End) (2013).
- 2014 : BTVA Feature Film Voice Acting Awards de la meilleure performance vocale pour l'ensemble de la distribution dans une comédie d'animation pour Dragons 2 (How To Train Your Dragon 2) (2014) partagé avec Jay Baruchel, Cate Blanchett, Gerard Butler, Djimon Hounsou, America Ferrera, Kristen Wiig, T.J. Miller, Christopher Mintz-Plasse et Craig Ferguson.
- 12e cérémonie des Central Ohio Film Critics Association Awards 2014 : Meilleur acteur dans un second rôle dans un drame biographique pour Le Loup de Wall Street (2013).
- 3e cérémonie des Georgia Film Critics Association Awards 2014 : Meilleur acteur dans un second rôle dans un drame biographique pour Le Loup de Wall Street (2013).
- 2014 : Gold Derby Awards du meilleur acteur dans un second rôle dans un drame biographique pour Le Loup de Wall Street (2013).
- 2014 : Gold Derby Awards de la meilleure distribution dans un drame biographique pour Le Loup de Wall Street (2013) partagé avec Leonardo DiCaprio, Matthew McConaughey, Jon Bernthal, Jean Dujardin, Jon Favreau, Joanna Lumley, Cristin Milioti, Rob Reiner, Margot Robbie et Ethan Suplee.
- 2014 : Italian Online Movie Awards du meilleur acteur dans un second rôle dans un drame biographique pour Le Loup de Wall Street (2013).
- 2014 : MTV Movie Awards du meilleur combat partagé avec James Franco et Seth Rogen dans une comédie pour C'est la fin (This Is the End) (2013).
- 2014 : MTV Movie Awards du meilleur duo à l'écran partagé avec Leonardo DiCaprio dans un drame biographique pour Le Loup de Wall Street (2013).
- 2e cérémonie des North Carolina Film Critics Awards 2014 : Meilleur acteur dans un second rôle dans un drame biographique pour Le Loup de Wall Street (2013).
- 86e cérémonie des Oscars 2014 : Meilleur acteur dans un second rôle dans un drame biographique pour Le Loup de Wall Street (2013).
- 2014 : Seattle Film Critics Awards de la meilleure distribution dans un drame biographique pour Le Loup de Wall Street (2013) partagé avec Leonardo DiCaprio, Matthew McConaughey, Jon Bernthal, Jean Dujardin, Jon Favreau, Joanna Lumley, Cristin Milioti, Rob Reiner, Margot Robbie et Ethan Suplee.
- 16e cérémonie des Teen Choice Awards 2014 : Meilleure star de film d'été dans une comédie d'action pour 22 Jump Street (2014).
- 16e cérémonie des Teen Choice Awards 2014 : Meilleure alchimie partagé avec Channing Tatum dans une comédie d'action pour 22 Jump Street (2014).
- 2014 : Young Hollywood Awards de l'acteur préféré des fans.
- 2015 : Cinema Bloggers Awards du meilleur acteur dans un second rôle dans un drame biographique pour Le Loup de Wall Street (2013).
- 2015 : Críticos de Cinema Online Portugueses Awards du meilleur acteur dans un second rôle dans un drame biographique pour Le Loup de Wall Street (2013).
- 2015 : MTV Movie Awards du meilleur moment WTF dans une comédie d'action pour 22 Jump Street (2014).
- 2015 : MTV Movie Awards du meilleur duo partagé avec Channing Tatum dans une comédie d'action pour 22 Jump Street (2014).
- 2015 : MTV Movie Awards du meilleur combat partagé avec Jillian Bell dans une comédie d'action pour 22 Jump Street (2014).
- 41e cérémonie des People's Choice Awards 2015 : Duo de film préféré partagé avec Channing Tatum dans une comédie d'action pour 22 Jump Street (2014).
- 41e cérémonie des People's Choice Awards 2015 : Acteur de film comique préféré dans une comédie d'action pour 22 Jump Street (2014).
- 15e cérémonie des Teen Choice Awards 2015 : Meilleur acteur dans un drame pour True Story (2015).
- 74e cérémonie des Golden Globes 2017 : Meilleur acteur dans une comédie biographique pour War Dogs (2016).
- 2018 : Indiana Film Journalists Association Awards du meilleur acteur dans un second rôle dans un drame biographique pour Don't Worry, He Won't Get Far on Foot (2018).
- 2018 : Online Association of Female Film Critics du meilleur nouveau réalisateur pour 90's (Mid90s) (2018).
- 2019 : Art Film Festival du meilleur film pour 90's (Mid90s) (2018).
- Festival international du film de Berlin 2019 : Lauréat du Prix CICAE du meilleur film pour 90's (Mid90s) (2018).
- 2019 : Producers Guild of America Awards du meilleur réalisateur dans une série télévisée dramatique pour Maniac (2018) partagé avec Patrick Somerville, Cary Joji Fukunaga, Michael Sugar, Doug Wald, Emma Stone, Pal Kruke Kristiansen, Anne Kolbjørnsen, Espen Huseby, Carol Cuddy, Mauricio Katz, Caroline Williams, Ashley Zalta, Jessica Levin et Jon Mallard.

## Voix francophones
En version française, l'acteur est doublé entre  2004 à 2006 par Christophe Lemoine dans J'adore Huckabees, Nathanel Alimi dans 40 ans, toujours puceau, Frederik Haùgness dans Grandma's Boy, Alexis Tomassian dans Admis à tout prix et Yannick Blivet dans Une star dans ma vie. Charles Pestel le double en 2007 et 2008 dans En cloque, mode d'emploi, Evan tout-puissant et Sans Sarah, rien ne va !, puis en 2013 dans Django Unchained. Guillaume Bouchède le double en 2009 et 2010 dans La Nuit au musée 2, Funny People, Mytho-Man et American Trip.
Le doublant en 2007 dans SuperGrave et Walk Hard: The Dewey Cox Story, Donald Reignoux devient à partir du début des années 2010 sa voix la plus régulière, le retrouvant notamment entre 2011 et 2014 dans Le Stratège, les films 21 Jump Street, Voisins du troisième type et C'est la fin, puis en 2018 dans Maniac. Depuis 2013, Christophe Lemoine le retrouve occasionnellement, étant sa voix dans Le Loup de Wall Street, War Dogs, Don't Worry, He Won't Get Far on Foot et Don't Look Up. L'acteur est également doublé par Alessandro Bevilacqua dans Baby-sitter malgré lui, Philippe Allard dans True Story et Pierre Yvon dans Ave, César !.
En version québécoise, Olivier Visentin est la voix régulière de l'acteur. Il le double notamment dans Accepté, Evan le Tout-Puissant, Walk Hard : L'Histoire de Dewey Cox, Moneyball : L'Art de gagner, 72 Heures, 21 Jump Street, Le Loup de Wall Street, Une Nuit au Musée : La Bataille du Smithsonian ou encore Chiens de guerre. Il est également doublé par Hugolin Chevrette-Landesque dans Clic et Martin Watier dans Grossesse Surprise.